# ミツボシ
株式会社ミツボシ（MITSUBOSHI TEXTILE CO.,LTD.）は東京都新宿区市谷本町に本社を置く武道具製造企業である。1953年創業。

## 会社概要
剣道で使用する防具や剣道衣、袴、竹刀に加え、柔道で使用する柔道衣や畳などといった武道関連用品を製造販売している。
剣道及びなぎなた用防具のシェアは、「武蔵号」ブランドで知られるオガタ武道具工業に次いで2位の位置にある。
個人商店クラスの武道用品メーカーが多い中、同社は剣道・柔道共に取り扱いのバランスが取れており、また柔道用品では早川繊維工業とならび、国際柔道連盟の公認を得ていることでも知られる。